# Пустынка (Донецкая область)
Пустынка (укр. Пустинка) — село на Украине, находится в Покровском районе Донецкой области. Входит в состав Петровского сельского совета.
Код КОАТУУ — 1422785005. Население по переписи 2001 года составляет 74 человека. Почтовый индекс — 85364. Телефонный код — 623.

## История
29 ноября 2024 года, в ходе боёв за Покровск, село было захвачено ВС РФ.

## Адрес местного совета
85364, Донецкая область, Покровский р-н, с. Петровка, ул. Центральная, 2; тел. 5-30-3-42.